# Kupla
Kupla (* 1988 in Helsinki; bürgerlich Lauri Achté) ist ein finnischer Musiker, Musikproduzent und Sounddesigner. Bekannt wurde er insbesondere durch seine Veröffentlichungen im Bereich LoFi Hip-Hop und Chillhop.

## Leben und Karriere
Bereits im Kindesalter begann Achté mit dem Klavierspiel und erhielt eine Ausbildung in klassischer Musik sowie Jazz am Pop & Jazz Conservatory. Später erlernte er auch das Spielen der Klarinette. Durch einen Cousin kam er früh mit dem Thema Musikproduktion in Kontakt. Von 2013 bis 2020 lebte Achté in London, wo er ein Masterstudium in Sound Arts am London College of Communication abschloss. Achté ist ein begeisterter Gamer. Seit 2020 lebt er wieder in Helsinki.

## Musikprojekt
Das Musikprojekt Kupla gründete Lauri Achté im Jahr 2012 zunächst als persönliches Experiment, um Musik für sich selbst zu schaffen. Sein Künstlername Kupla bedeutet im Finnischen "Blase". Über die Jahre entwickelte sich daraus ein eigenständiges Projekt mit internationaler Reichweite. Seit 2017 arbeitet Achté hauptberuflich als Musiker und Produzent.
Seine Musik ist geprägt von emotionalen Klanglandschaften, oft mit Elementen aus LoFi Hip-Hop, Chillhop und Jazz. Charakteristisch sind der Einsatz von Klavier und Klarinette sowie eine atmosphärische, warme Produktion. Achté ist zudem als Sounddesigner für Theater- und Tanzproduktionen tätig und interessiert sich für Musik in Videospielen. Er veröffentlicht seine Musik sowohl bei seinem Label Kuplasounds als auch über verschiedene internationale Labels. Zu seinen namhaften Auftraggebern zählen zudem Unternehmen wie Riot Games und Disney.

## Diskografie
| Jahr | Titel                        | Label                |
| ---- | ---------------------------- | -------------------- |
| 2023 | Somewhere. Nowhere.          | Lofi Records         |
| 2023 | Dimensions                   | Kuplasound           |
| 2022 | Mirage                       | Kuplasound           |
| 2021 | Melody Mountain              | Lofi Records         |
| 2020 | Life Forms                   | Lofi Records         |
| 2020 | Kingdom in Blue              | Lofi Records         |
| 2019 | Coniferous                   | Chillhop Music       |
| 2019 | Allure                       | Cookie Dough Records |
| 2019 | Imaginary                    | Kuplasound           |
| 2018 | Memories (mit _iamjsan)      | Kuplasound           |
| 2018 | Owls and Pinecones           | Kuplasound           |
| 2018 | All Natural                  | Kuplasound           |
| 2017 | Taiga Native                 | Chillhop Music       |
| 2017 | in.the.forest.we.are.wizards | Kuplasound           |
| 2016 | Gravy                        | BLVNT Records        |
| 2015 | Spring Beats                 | Kuplasound           |
| 2014 | Subarctic                    | Cosmonostro          |